# Lethe suvarna
Lethe suvarna är en fjärilsart som beskrevs av Hans Fruhstorfer 1908. Lethe suvarna ingår i släktet Lethe och familjen praktfjärilar. Inga underarter finns listade i Catalogue of Life.